# Évariste Lévi-Provençal
Évariste Lévi-Provençal, de son vrai nom Maklouf Évariste Lévi (en arabe : لافي بروفنسال إفاريست), né le 4 janvier 1894 à Constantine (Algérie) et mort le 23 mars 1956 à Paris (7e arrondissement), est un historien, écrivain, orientaliste et islamologue français.

## Biographie

### Origines familiales
La famille Lévi-Provençal est à la fin du Moyen Âge une famille juive du comté de Provence (d'où le surnom de « Provençal »), qu'elle doit quitter en raison de sa religion vers 1480. 
Après un long séjour en Italie, les Lévi-Provençal s'installent au Maghreb, peut-être[pas clair] vers 1600. Au XIXe siècle, on les trouve à Alger, à l'époque où la régence d'Alger (Empire ottoman) devient une colonie française, à partir de 1830. En 1870, les juifs d'Algérie (« israélites indigènes ») obtiennent la citoyenneté française (décret Crémieux). 
Evariste Lévi-Provençal naît à Constantine ou à Alger en 1894.

### Années de formation
Il fait ses études secondaires au lycée de Constantine, où il est le condisciple d'Alphonse Juin, le futur maréchal, et ses études supérieures à l'université d'Alger où il est l'élève de René Basset (1855-1924), spécialiste d'arabe et de berbère, et de Jérôme Carcopino (1881-1970), alors chargé de cours en histoire.
Mobilisé pendant la Première Guerre mondiale, il est grièvement blessé lors de la bataille des Dardanelles et part en convalescence au Maroc. C'est dans le Rif que sa vocation d'arabisant se confirme.

### Carrière universitaire
Nommé professeur à l'Institut des hautes études marocaines à Rabat en 1920, il publie ses deux thèses en 1922. Il consacre ses travaux à l'Occident musulman au Moyen Age.
Professeur à l'université d'Alger, il en est exclu par le régime de Vichy (1940-1944), qui établit un statut des juifs discriminatoire dès octobre 1940. De surcroît, le décret Crémieux est abrogé.
Réintégré à la suite du débarquement allié en Afrique du Nord (novembre 1942), puis de la révocation des lois de Vichy, il termine sa carrière à l'université de Paris, comme professeur et comme directeur de l'Institut d'études islamiques.

## Apport à l'histoire de l'Occident musulman
Évariste Lévi-Provençal, considéré comme le chef de file de l'islamologie française, devient le directeur de l'« Institut d'études islamiques » d'Alger. Spécialiste de l'Espagne musulmane, ses recherches et ses innovations fondent l'historiographie contemporaine sur la présence musulmane dans l'Espagne médiévale.
Il s'inscrit dans la tradition des historiens qui commencent à utiliser les sources arabes, dans la tradition positiviste, à l'instar de Reinhart Dozy. Il manque cependant parfois de sens critique et il accentue l'éloge d'Al-Andalus.
Cependant, son apport historique - et particulièrement les trois tomes de son Histoire de l'Espagne musulmane - reste fondamental pour l'étude des deux premiers siècles de la présence arabe en Espagne.
Les volumes 4 et 5 de la monumentale Histoire de l'Espagne dirigée par Ramón Menéndez Pidal sont l'œuvre d'Evariste Lévi-Provençal, traduite par Emilio García Gómez.

## Publications
- Les Historiens des Chorfa : essai sur la littérature historique et biographique au Maroc du XVIe au XXe siècle, thèse principale pour le doctorat ès lettres présentée à la Faculté des Lettres de l'Université d'Alger, Paris, Larose, 1922[15]
- L'Espagne musulmane au Xe siècle. Institutions et vie sociale, Paris, Maisonneuve & Larose, 1932 (réédité en 1996[16])
- Séville musulmane au début du XIIe siècle. Le traité d'Ibn 'Abdun sur la vie urbaine et les corps de métiers, Paris, Maisonneuve & Larose, 1947
- Histoire de l'Espagne musulmane, Paris, Maisonneuve & Larose, 1950
  - I : La Conquête et l'émirat hispano-umaiyade (710-912)
  - II : Le Califat umaiyade de Cordoue
  - III : Le Siècle du califat de Cordoue

## Distinctions
- Officier d'académie (1924)
- Officier de l'Instruction publique (1929)
- Officier de la Légion d'honneur